# New Orleans Rhythm Kings
Die New Orleans Rhythm Kings (NORK) waren eine 1923 bis 1925 bestehende Jazz-Band, gegründet von weißen Musikern aus New Orleans in Chicago, die einen großen Einfluss auf die Entwicklung des Chicago-Jazz hatte. Der Name entstand 1923 für Plattenaufnahmen der Band, die vorher als Friars´s Society Orchestra bekannt war, das schon seit 1921 bestand und ab 1922 Aufnahmen machte. Die NORK in ihrer ursprünglichen Zusammensetzung lösten sich 1923 auf.

## Geschichte
Die Jugendfreunde Paul Mares (Trompete, Kornett), George Brunies (Posaune) und Leon Roppolo (Klarinette, Altsaxophon), die noch 1920 zusammen auf dem Mississippi-Schaufelraddampfer „S.S.Capitol“ spielten, erhielten 1921 die Gelegenheit, im „Friar’s Inn“ (einem Nachtclub und „gangster holdout“ im Loop-Viertel) in Chicago eine Band zu gründen. Der Besitzer wollte etwas in der Art der Original Dixieland Jass Band (ODJB), die ab 1917 die Aufmerksamkeit auf die neue Musik aus New Orleans gelenkt hatten, und kontaktierte Ende 1921 den damals in Chicago wohnenden Mares, der bei einem befreundeten Polizisten wohnte, eine Band zusammenzustellen. Mit Frank Snyder (Schlagzeug), Arnold Loyacano (Bass, kurz darauf ersetzt durch Steve Brown), Elmer Schoebel (Klavier), Jack Pettis (Saxophon) und Louis Black (Banjo) bildeten Mares, Brunies und Roppolo dort das „The Friar´s Society Orchestra“. Erst ab 1923 nannten sie sich „New Orleans Rhythm King´s“, für Aufnahmen im März 1923 bei Gennett und nach der Band, mit der Roppolo die Vaudeville Sängerin Bee Palmer in New Orleans begleitet hatte. Die Leitung hatte Mares. Meist spielte die Rhythmusgruppe ab dem Abendessen und der Rest stieß ab 22 Uhr zu den Tanzveranstaltungen hinzu. Gespielt wurde, bis der letzte Gast ging.
Die NORK waren stark von der „schwarzen“ Band von King Oliver beeinflusst, was Mares auch offen zugab. Ihre Aufnahmen beeinflussten die weißen Chicago-Jazzmusiker, damals noch teilweise Schüler (Austin High Gang, auch Bix Beiderbecke, der sogar hin und wieder mit ihnen spielte), stark und wirkten wie eine Initialzündung. Sie sollen nicht nur die ersten Solos in der Jazzgeschichte aufgenommen haben (berühmt etwa Roppolo auf der Klarinette in „Panama“ und Brunies auf der Posaune in „Tin Roof Blues“), sondern auch die ersten Aufnahmen mit „gemischten“ Bands: „Sobbin Blues“ 1923 mit dem (allerdings sehr hellhäutigen) Kreolen Jelly Roll Morton am Klavier. Um Schwierigkeiten aus dem Weg zu gehen, wurde Morton dabei als Kubaner ausgegeben. Die Aufnahmen entstanden 1922 bis 1923 bei Gennett Records. Damals und noch lange danach spielten weiße und schwarze Musiker in streng getrennten Bands (die Ausnahme bildeten einige „gemischte“ Marching-Bands in New Orleans).  Die NORK lösten sich Anfang 1923 auf, da die Club-Besitzer im Friar’s Inn Musik mehr im Stil des Paul-Whiteman-Tanzorchesters wollten. Die meisten Musiker gingen dann getrennte Wege, kamen aber noch einmal im Juli 1923 zu einer Aufnahmesitzung mit Jelly Roll Morton zusammen, bei der auch einige Kompositionen von Morton gespielt wurden. Mares versuchte im Jahr darauf in New Orleans eine Neugründung mit Roppolo, der aber schon ernsthaft erkrankt war. 1934/5 nahm Mares nochmals mit einem wieder aufgelegten NORK für Okeh Records auf. Von anderen Bandmitgliedern gab es Reunions der NORK bis in die 1950er Jahre.
Zeitweise spielten in der Band auch u. a. Ben Pollack, Gene Krupa, Wingy Manone, Volly De Faut und Sidney Arodin (Klarinette).

## Repertoire
Ihr Repertoire wird noch heute von Dixieland-Bands gespielt, darunter „Milenburg Joys“ (mitverfasst von Morton), „Farewell Blues“, „Tin Roof Blues“. Daneben spielten sie auch Hits der Original Dixieland Jass Band wie „Tiger Rag“ und „Livery Stable Blues“ und Blues-Standards wie „Weary Blues“, „Wolverine Blues“.